# Storytelling (película)
Storytelling (conocida para su distribución en castellano como Cosas que no se olvidan o Historias prohibidas) es una película estadounidense del año 2002 escrita y dirigida por Todd Solondz.

## Argumento
Ficción. 1985. Un campus universitario en los EE. UU. El Sr. Scott (Robert Wisdom) es un escritor ganador del Premio Pulitzer que enseña en una universidad de segunda o tercera fila. Está alejado en todos los sentidos. El Premio Pulitzer no le abre ninguna puerta. Se siente resentido, enfadado y amargado. Y expresa su ira seduciendo a sus estudiantes y destruyéndolas durante el proceso. Vi (Selma Blair) es una joven que quiere aparentar ser más sofisticada de lo que en realidad es y así es como acaba consiguiendo que se le rompa el corazón. Necesitar ser necesitada. Necesita tener causas por las que luchar y gente a la que salvar. Por su parte, Marcus (Leo Fiztpatrick), es el novio de Vi: se trata de un chico que algunas veces se muestra demasiado entusiasta porque siente que quizás la gente le mira con superioridad o le compadece porque padece parálisis cerebral.
No Ficción. Toby Oxman (Paul Giamatti) es un neoyorquino insatisfecho que quiere hacer un documental. No es ni un oportunista ni un charlatán, es más bien un fracasado que intenta salir adelante. Por ello convence a un estudiante de último curso de instituto (Mark Webber) llamado Scooby, y a toda su familia, para que se conviertan en el tema del documental. Scooby está decepcionado porque no puede conseguir un trabajo como presentador de un programa nocturno de entrevistas televisivas. Es vulnerable pero también muy listo y rebelde. Sus padres (John Goodman y Julie Hagerty) son felices, pero a la vez son muy desgraciados. Mientras, los hermanos de Scooby parecen auténticos triunfadores en todo aquello que hacen.

## Capítulo eliminado
La versión original de la película contaba con un tercer capítulo titulado Autobiografía, que narraba la relación entre un jugador de fútbol (James Van Der Beek) y su compañero (Steven Rosen). El capítulo contenía una escena de sexo explícito y fue eliminado totalmente de la versión final . 